# Річки Білорусі

Річка Дніпро в Орші

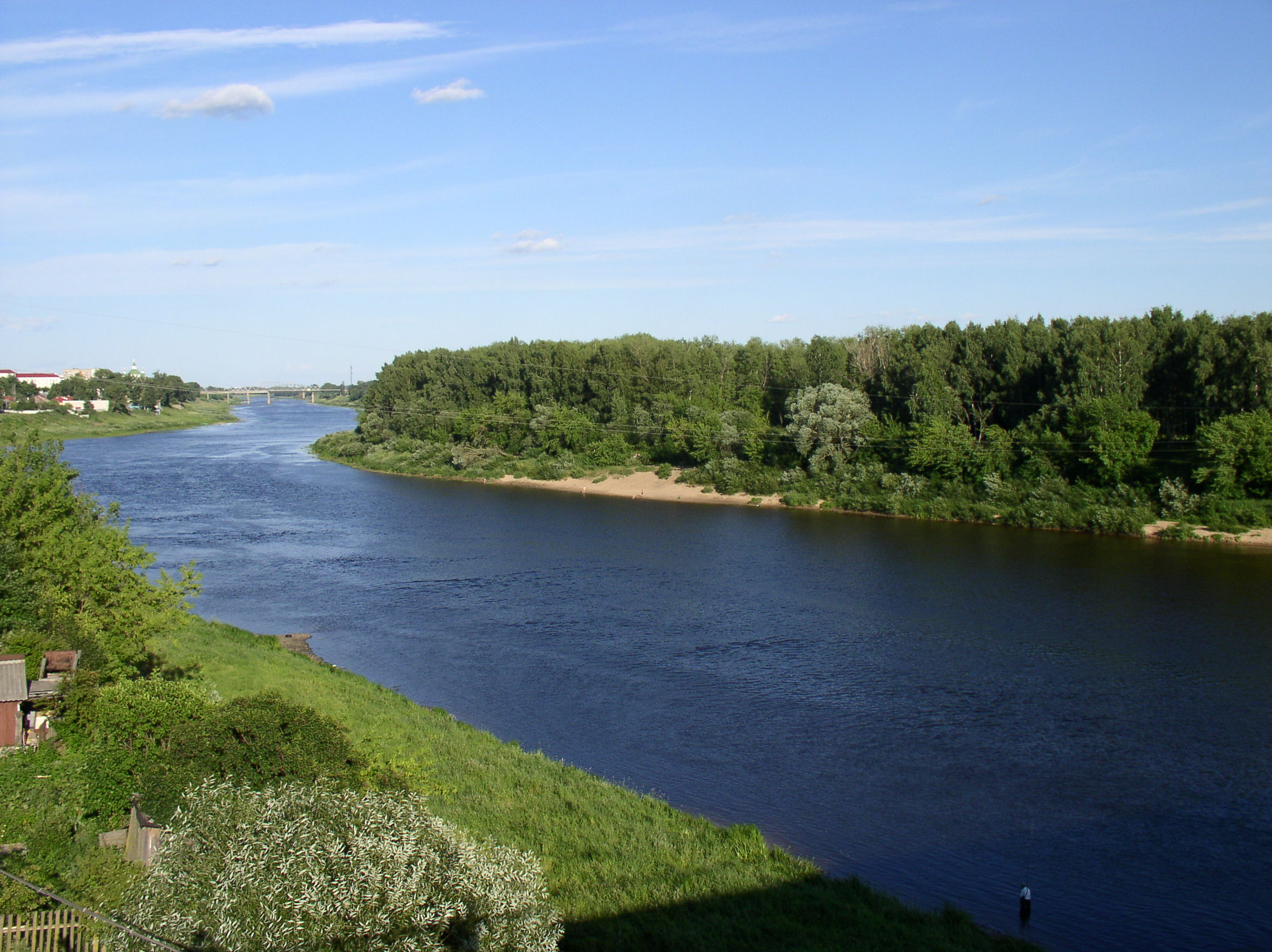
Західна Двіна у Полоцьку

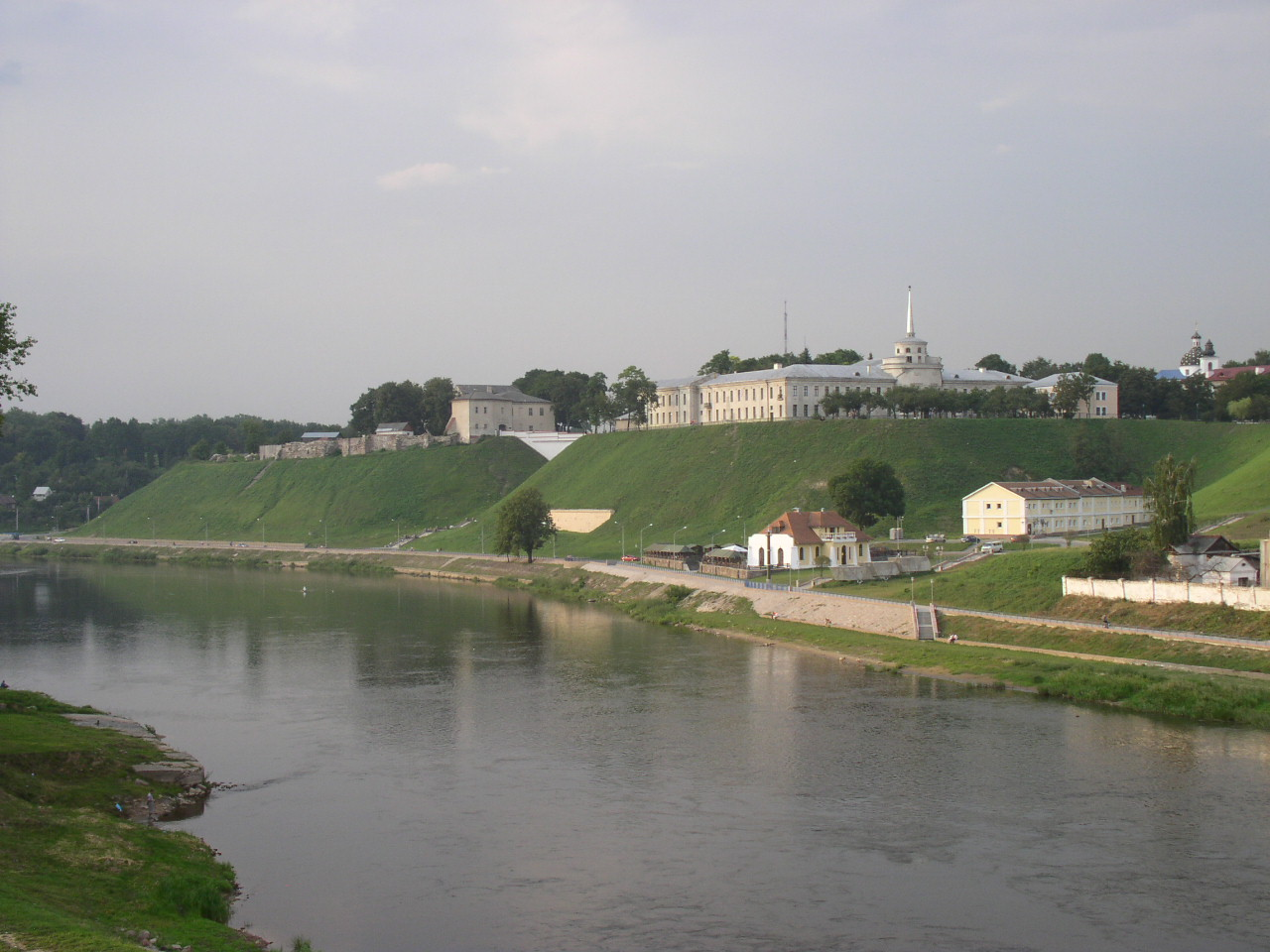
Німан в Гродно. Новий та Старий замки

Прип'ять поблизу Мозиря

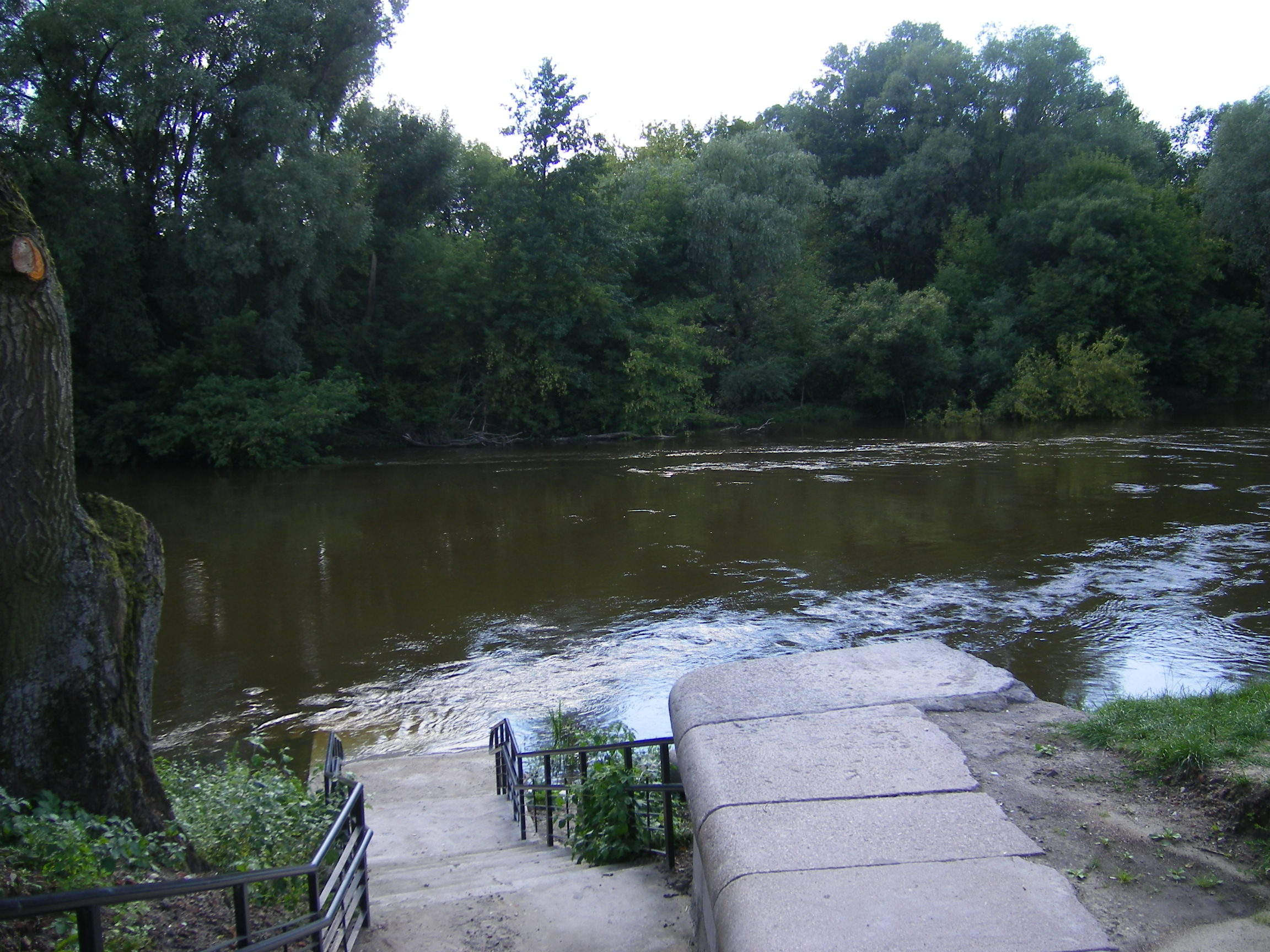
Західний Буг біля Берестейської фортеці

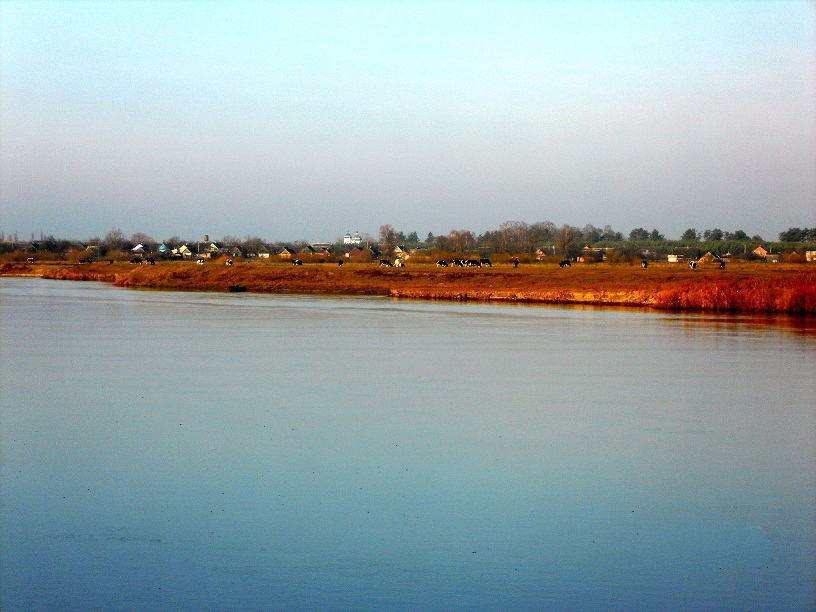
Горинь в районі українсько-білоруського кордону

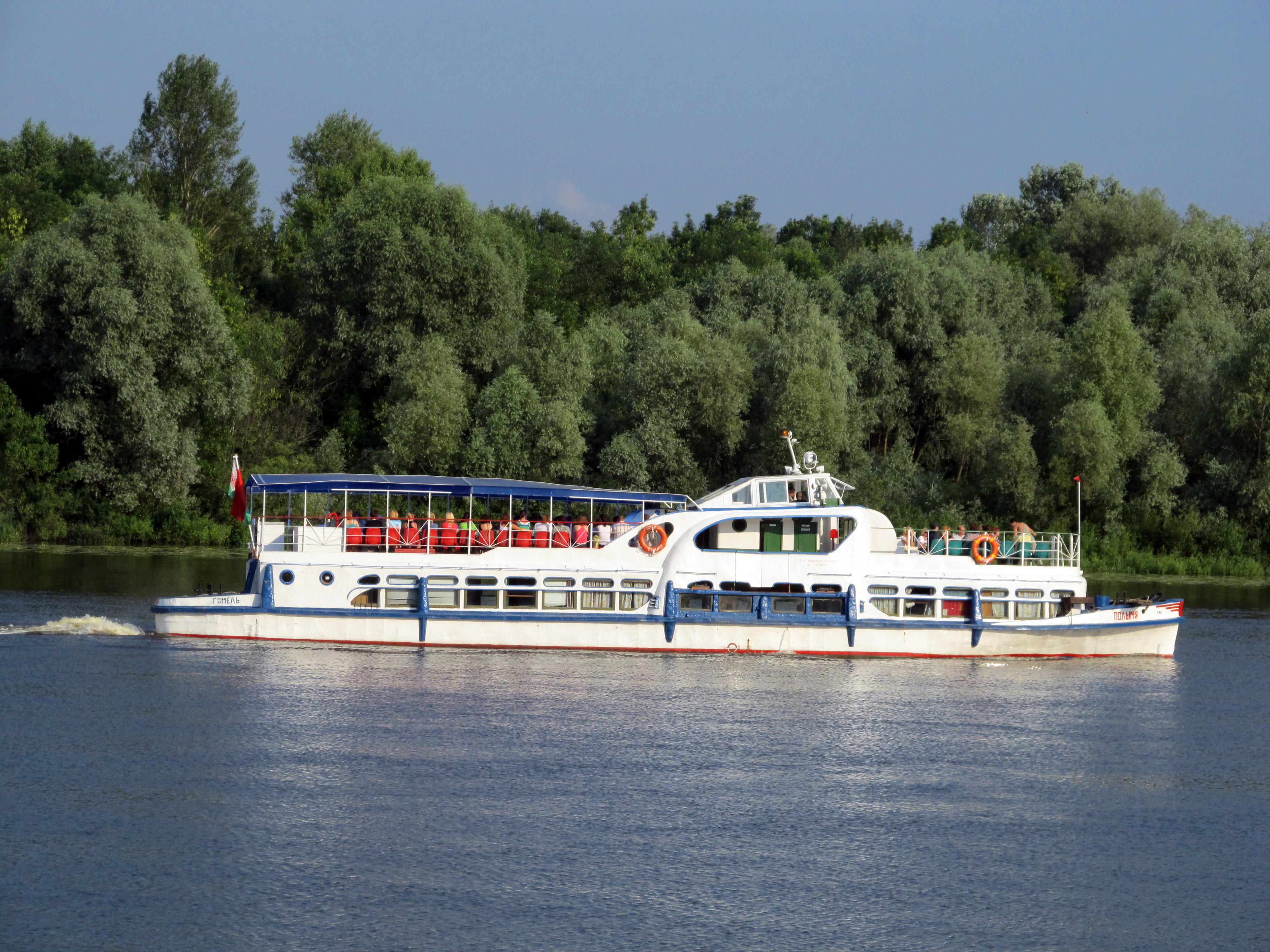
Сож у Гомелі

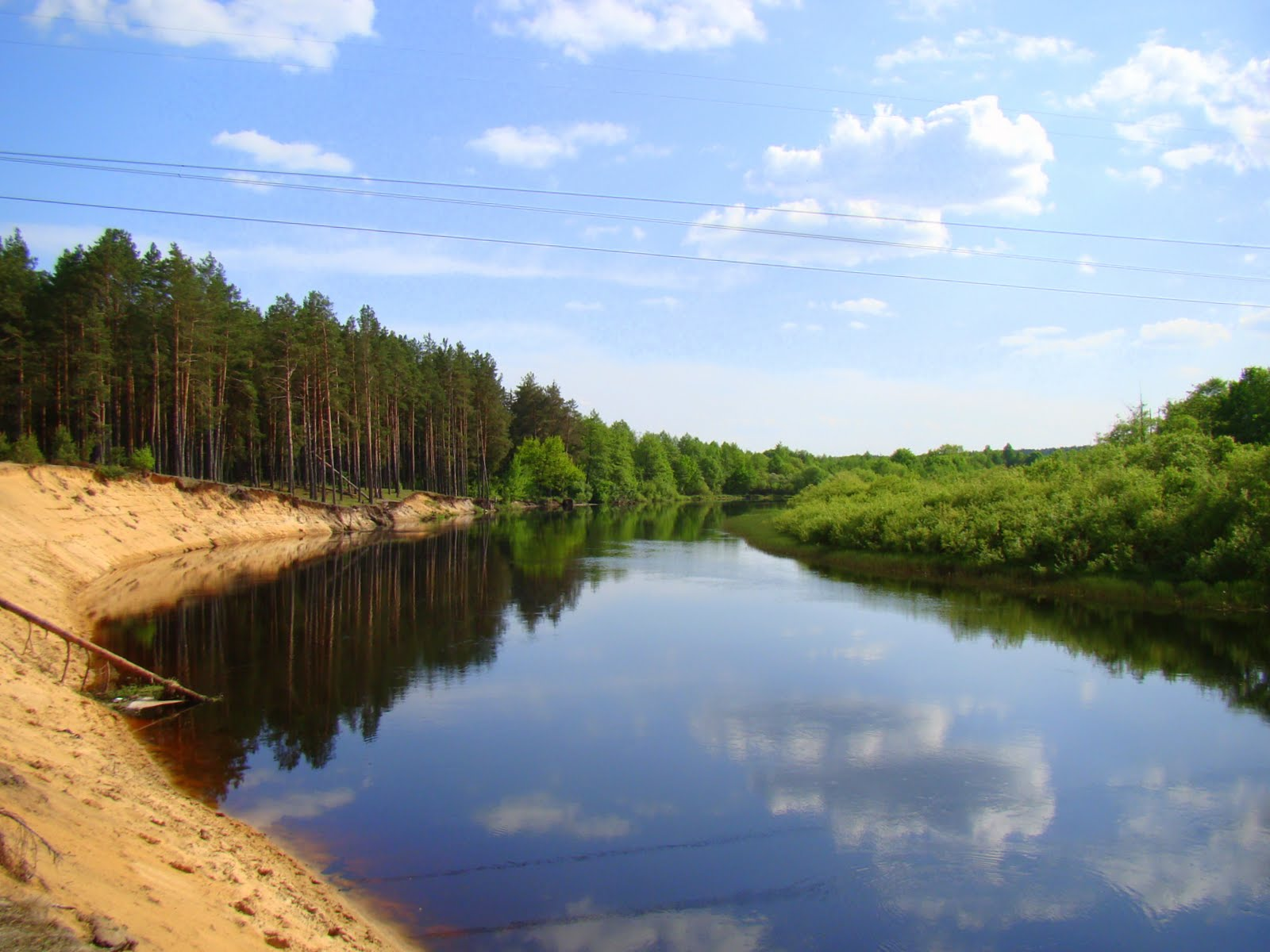
Річка Березина, нижня притока Дніпра

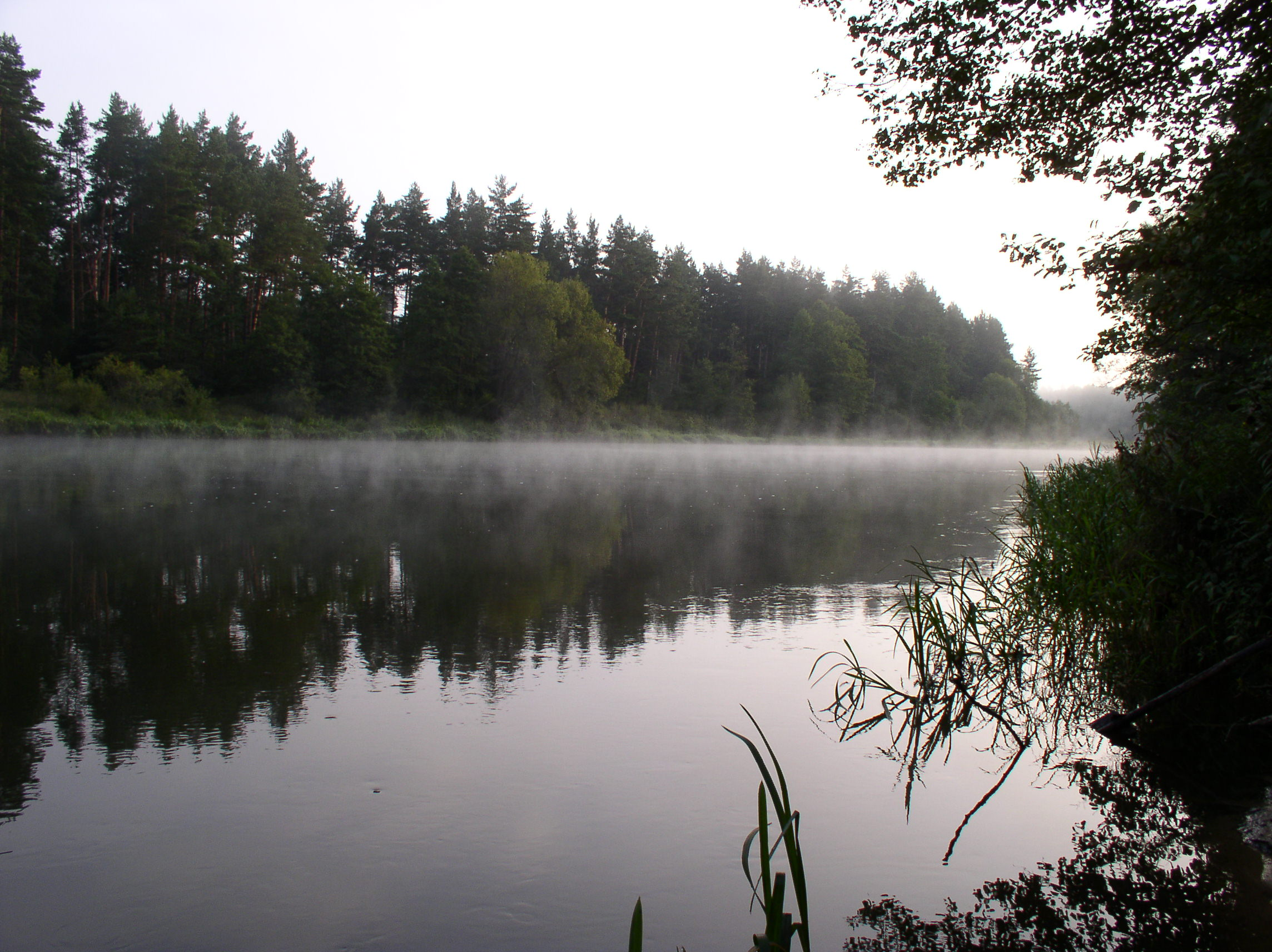
Річка Вілія у Білорусі

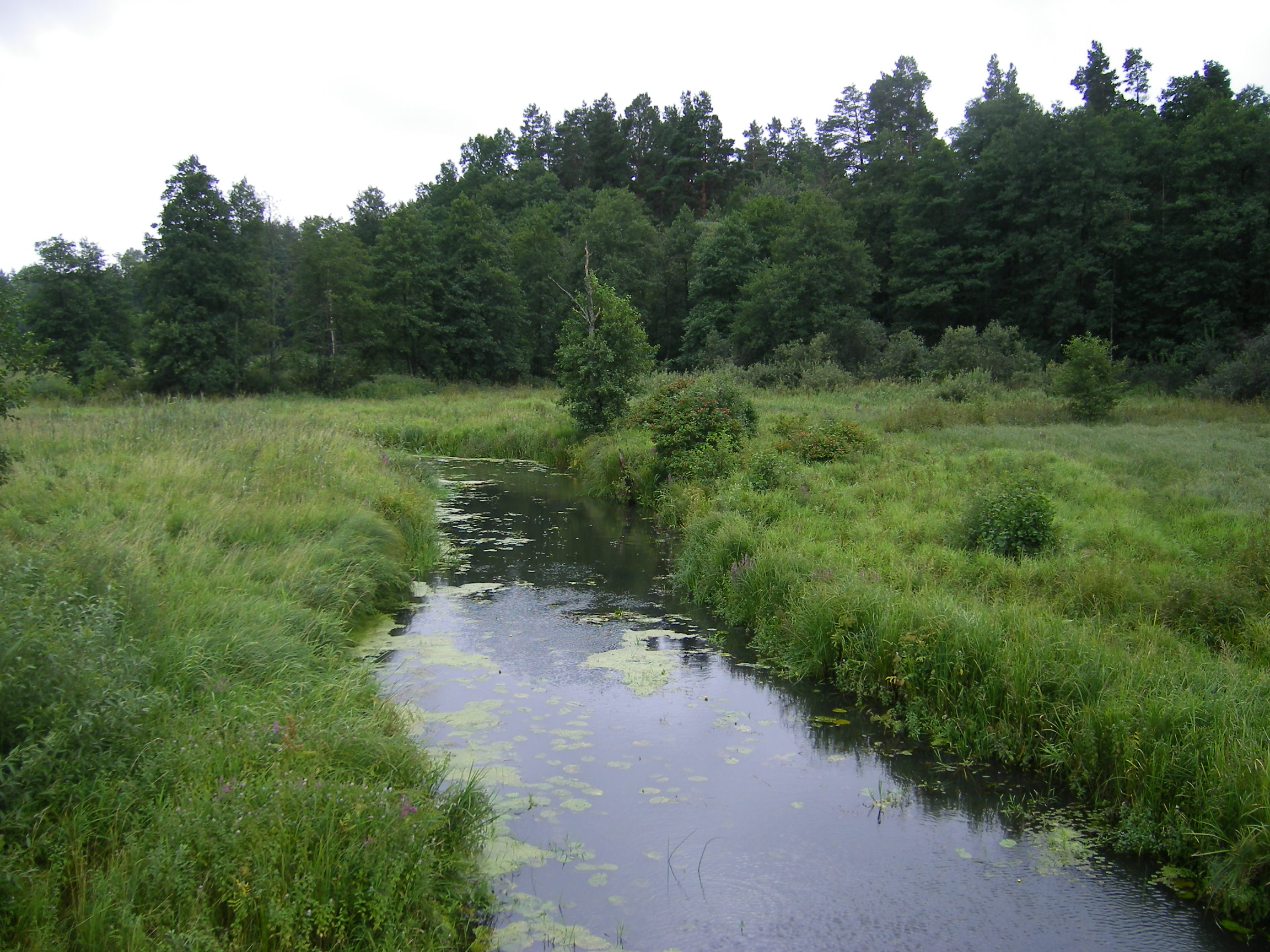
Річка Нарев на півночі Біловезької пущі, поблизу села Рудня

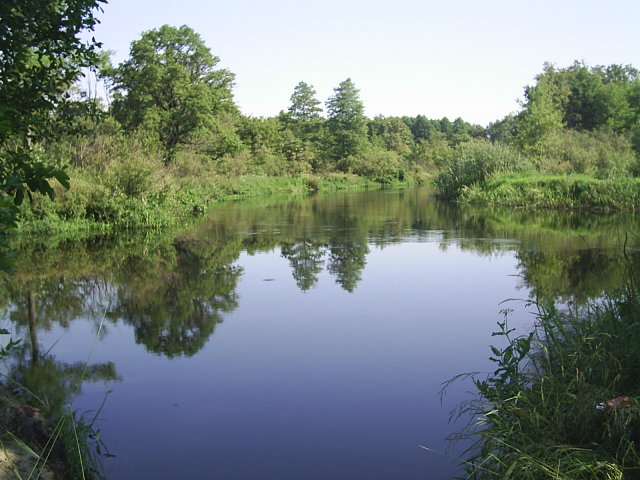
Річка Птич в Октябрському районі

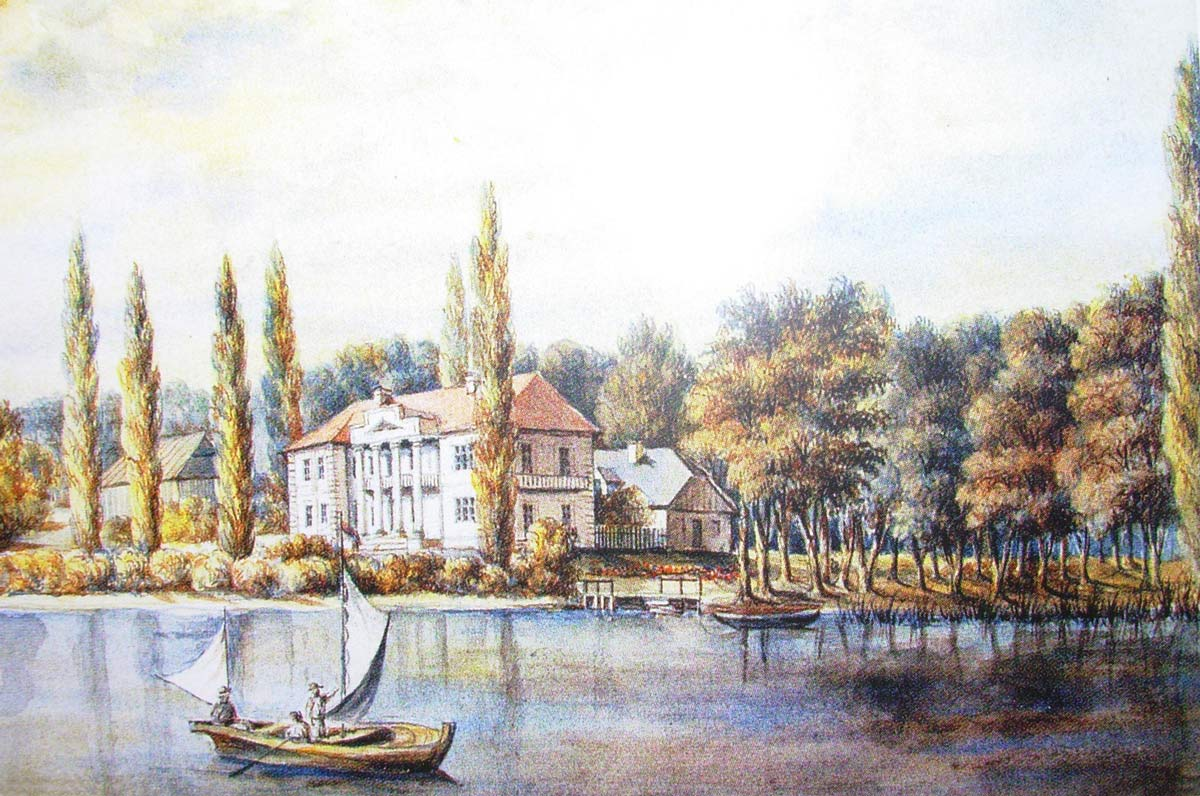
Картина річки Щара у Слонімі. Наполеон Орда

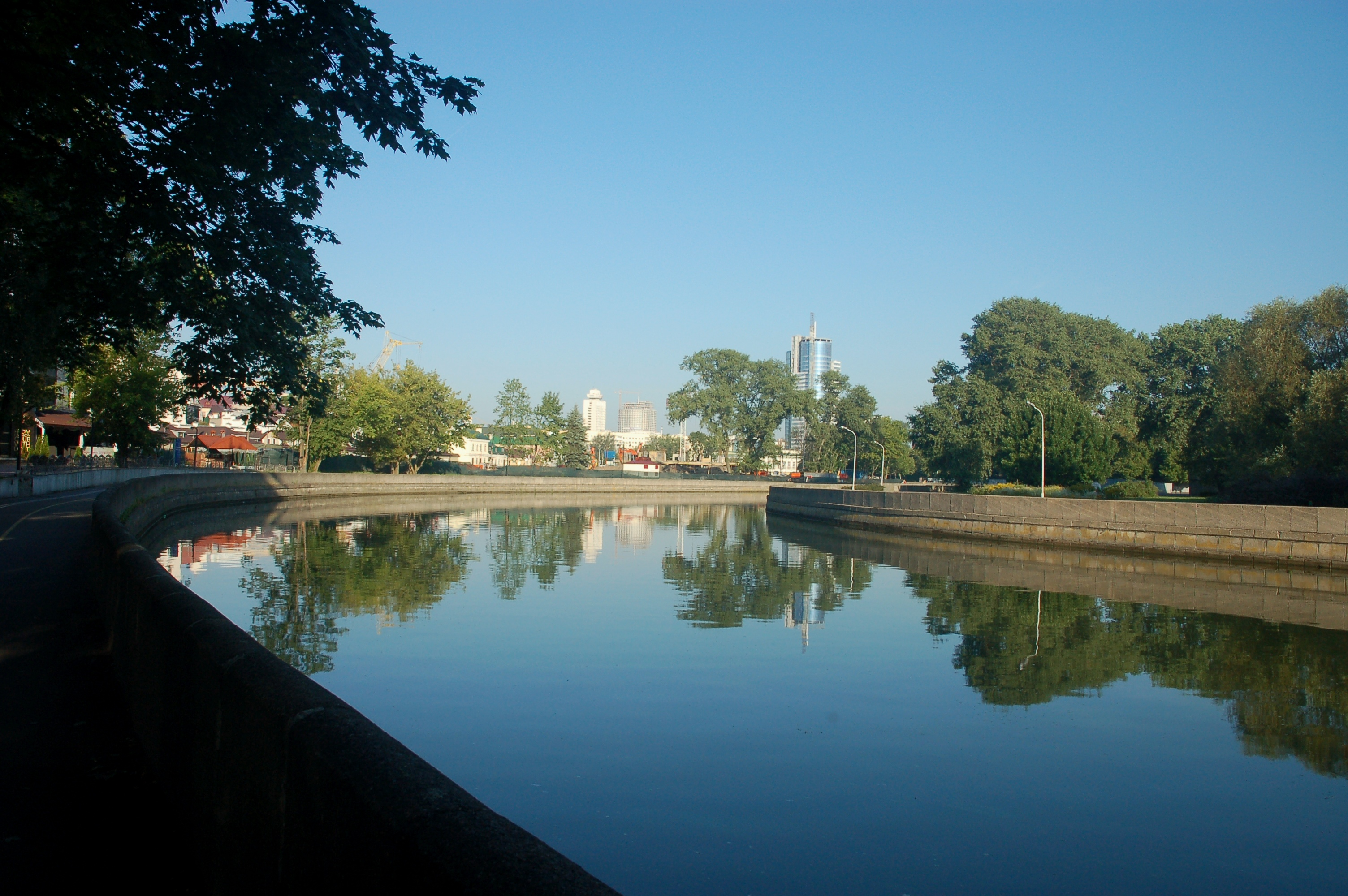
Свіслоч у Мінську (Басейн Дніпра)

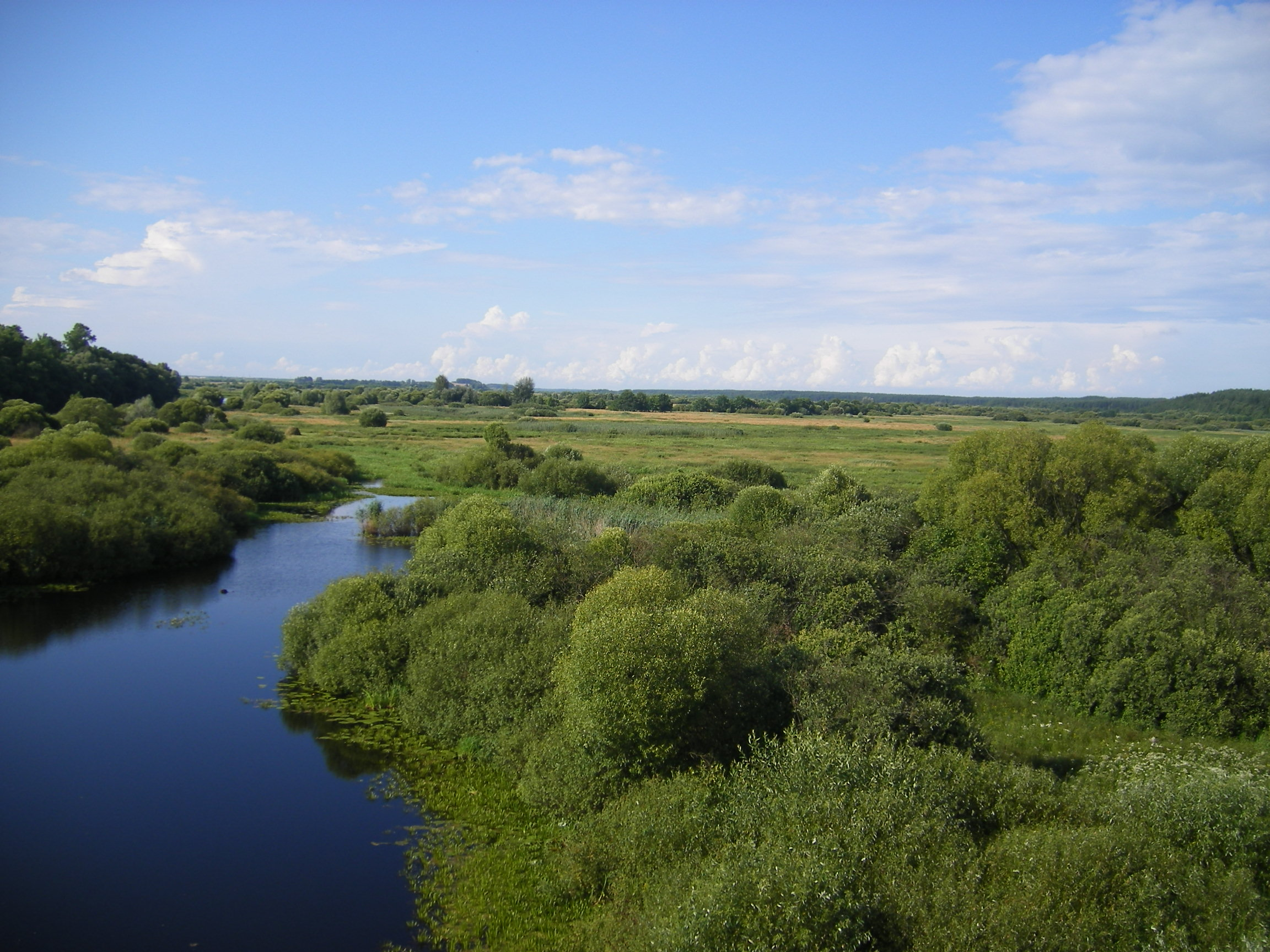
Беседь біля села Светиловичі (Білорусь)

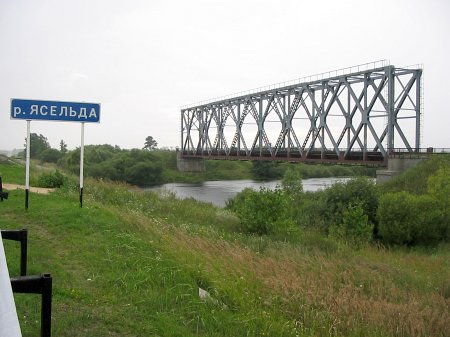
Залізничний міст через річку Ясельда

Річки Білорусі рівнинного характеру із сніжно-дощовим режимом живлення. В країні налічується близько 20 800 річок, загальною довжиною близько 51 000 км. Більшість із них невеликі. Тільки 42 річки мають довжину від 100 до 500 км. Густота річкової мережі становить приблизно 40 км/км², а на північному сході Білорусі — 60 км/км². Середній загальний стік 57,9 км³. 59 % стоку складається в межах Білорусі (внутрішній стік). Замерзають річки в грудні, скресають — в кінці березня. Білоруські річки відносяться до двох основних водозборів: Чорного (58 % стоку) та Балтійського (42 % стоку) морів, розділених Білоруським пасмом, яке є частиною головного європейського вододілу.

## Річкові системи
Систематичний перелік. Формування — за принципом: море — річка — притока річки — притока притоки й так далі. Порядок розміщення приток вказаний від витоку до гирла. У дужках позначено: цифрами — довжина річки, у кілометрах; буквами: П — права притока, Л — ліва притока.

### Балтійське море
- Нева (Ладозьке озеро)[1]
  - Волхов (озеро Ільмень)[1]
    - Ловать (530 км,)
- Вісла[1]
  - Нарев (484 км, П)
    - Наревка (61 км, Л)
    - Західний Буг (772 км, Л)
      - Мухавець (113 км, П)
        - Рита (62 км, Л)

      - Лісна (85 км, П)
      - Пульва (54 км, П)

- Німан (937 км)
  - Уса (Вуса) (115 км, П)
  - Тур'я (35 км, Л)
  - Сула (76 км, П)
  - Вуша (Уша) (105 км, Л)
  - Сервач (63 км, Л)
  - Уса (Вуса) (75 км, П)[2]
  - Західна Березина (226 км, П)
    - Ольшанка (60 км, П)
    - Іслоч (102 км, Л)
    - Вовка (36 км, Л)
    - Чапунька (38 км, П)

  - Гав'я (100 км, П)
    - Клева (56 км, Л)
    - Жижма (82 км, П)

  - Дітва (93 км, П)
  - Мовчадь (98 км, Л)
  - Лебеда (67 км, П)
  - Щара (325 км, Л)
    - Відьма (35 км, Л)
    - Огінський канал (54 км, Л, П)
    - Мишанка (109 км, П)
    - Гривда (85 км, Л)
    - Іса (62 км, П)

  - Зельвянка (170 км, Л)
  - Рось (99 км, Л)
  - Свіслоч (137 км, Л)
  - Котра (140 км, П) 
    - Пиранка (44 км, П)

  - Ласосна (46 км, Л)
  - Чорна Ганча (145 км, Л)
  - Вілія (510 км, П)
    - Двіноса (54 км, Л)
    - Сервач (85 км, П)
    - Ілія (62 км, Л)
    - Нароч (75 км, П)
    - Вуша (75 км, Л)
    - Ошмянка (105 км, Л)
    - Страча (59 км, П)
    - Вільня (82 км, Л)

- Західна Двіна (1 020 км)[3]
  - Усв'яча (100 км, П)
  - Каспля (136 км, Л)
    - Вимнянка (38 км, Л)

  - Лужесянка (32 км, П)
  - Вітьба (33 км, Л)
  - Лучоса (90 км, Л)
    - Чорниця (74 км, П)
    - Оболянка (89 км, Л)
    - Суходровка (66 км, П)

  - Кривинка (34 км, Л)
  - Улла (Вула) (123 км, Л)
    - Лукомка (53 км, П)
    - Усвейка (116 км, П)
    - Свічанка (84 км, П)

  - Оболь (148 км, П)
    - Усиса (50 км, Л)

  - Сосниця (60 км, П)
  - Полота (93 км, П)
  - Ушача (Вушача) (118 км, Л)
  - Нача (43 км, Л)
  - Дісна (178 км, Л)
    - Дрисвята (44 км, Л)
    - Голбиця (63 км, П)
    - Янка (48 км, Л)
    - Березівка (42 км, П)
    - Мнюта (41 км, П)
    - Аута (47 км, П)

  - Дриса (183 км, П)
    - Нища (85 км, П)
    - Свольна (99 км, П)

  - Вужиця (48 км, П)
  - Сар'янка (87 км, П)
  - Друйка (52 км, Л)

### Чорне море
- Дніпро (2201)
  - Березина верхня (63 км, П)
  - Адров (75 км, П)
  - Лахва (90 км, П)
  - Ухлясть (48 км, Л)
  - Друть (295 км, П)
    - Крива (46 км, Л)
    - Ослик (66 км, П)
    - Вабіч (74 км, Л)
    - Довжанка (37 км, П)
    - Гроза (51 км, Л)
    - Добриця (35 км, П)

  - Березина нижня (613 км, П)
    - Поня (45 км, П)
    - Гайна (100 км, П)
    - Сха (93 км, Л)
    - Пліса (64 км, П)
    - Бобр (124 км, Л)
      - Єленка (38 км, Л)
      - Можа (77 км, Л)
      - Нача (80 км, П)

    - Уша (89 км, П)
    - Клева (80 км, Л)
    - Уса (Вуса) (55 км, П)
    - Свіслоч (327 км, П)
      - Вяча (40 км, Л)
      - Волма (103 км, Л)
      - Болочанка (36 км, Л)

    - Ольса (92 км, Л)
    - Ола (100 км, Л)

  - Сож (648 км, Л)
    - Вихра (158 км, П)
    - Чорна Натопа (49 км, П)
    - Остер (274 км, Л)
      - Сосновка (39 км, Л)

    - Лобжанка (54 км, Л)
    - Волчес (80 км, П)
    - Сенна (59 км, Л)
    - Проня (172 км, П)
      - Бася (104 км, П)
      - Бистра (46 км, Л)
      - Раста (100 км, П)
      - Кошанка (39 км, Л)

    - Беседь (261 км, Л)
      - Суров (49 км, П)
      - Жадунь (47 км, П)
      - Деражня (54 км, П)
      - Олешня (49 км, П)
      - Палуж (46 км, П)

    - Іпуть (437 км, Л)
      - Хоропуть (45 км, Л)

  - Прип'ять (775 км, П)
    - Піна (40 км, Л)
    - Ясельда (Ясольда) (242 км, Л)
      - Вінець (50 км, П)
      - Жигулянка (44 км, Л)
      - Огінський канал (54 км, Л)

    - Стир (483 км, П)
    - Бобрик Перший (109 км, Л)
      - Віслиця (42 км, П)

    - Цна (126 км, Л)
    - Смердь (37 км, Л)
    - Горинь (659 км, П)
    - Лань (147 км, Л)
      - Нача (42 км, П)

    - Случ (228 км, Л)
      - Лакнея (36 км, П)
      - Мороч (150 км, П)
        - Можа (40 км, П)
        - Вовка (35 км, Л)

    - Ствига (178 км, П)
      - Плав (46 км, П)
      - Моства (172 км, Л)

    - Скрипиця (36, Л)
    - Уборть (292 км, П)
      - Свидовець (58 км, П)

    - Бобрик Другий (44 км, Л)
    - Сколодинка (42 км, П)
    - Птич (421 км, Л)
      - Доколька (43 км, П)
      - Ареса (128 км, П)

    - Тремля (80 км, Л)
    - Іпа (109 км, Л)
      - Виша (40 км, П)

    - Ненач (41 км, Л)
    - Закованка (42 км, Л)
    - Тур'я (46 км, Л)
    - Віть (70 км, Л)
    - Словечна (158 км, П)
      - Бативля (37 км, Л)

    - Жолонь (113 км, П)
    - Брагінка (179 км, Л)
      - Несвіч (37 км, П)

## Найбільші річки

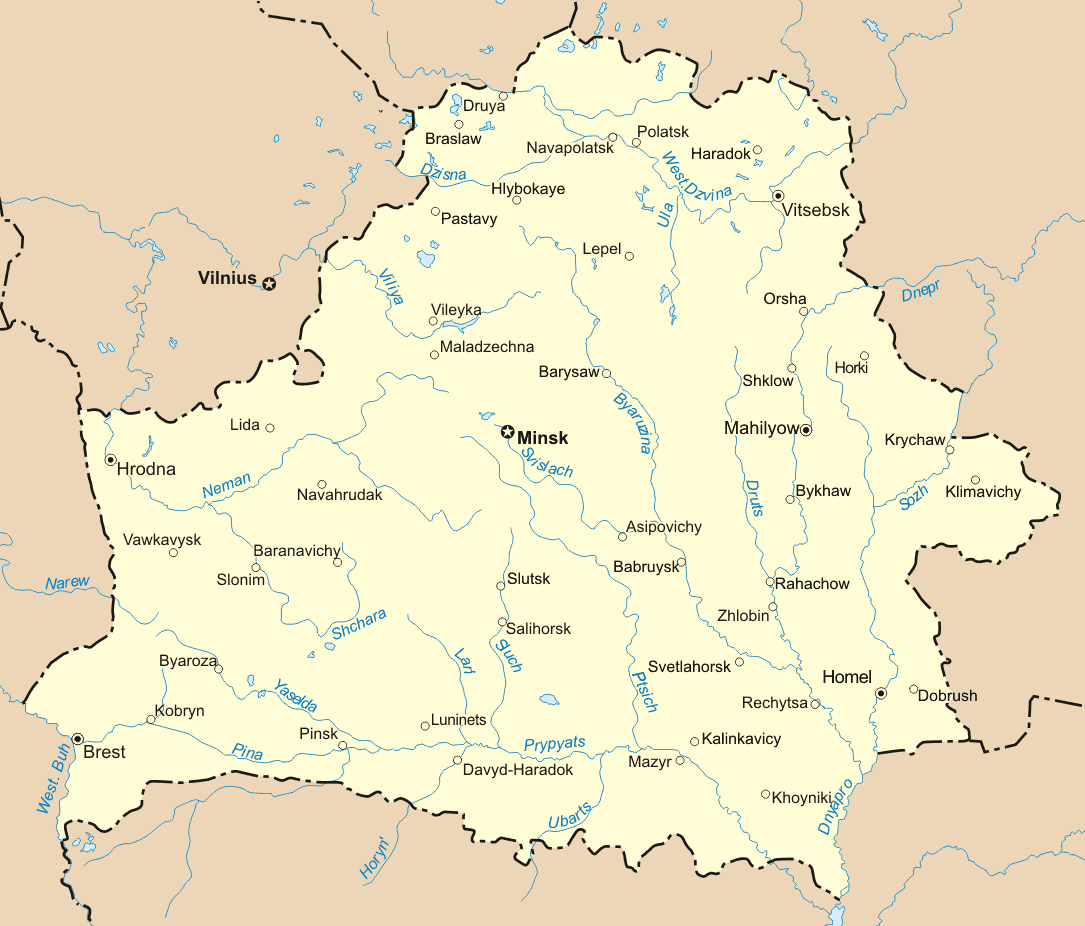
Річки Білорусі

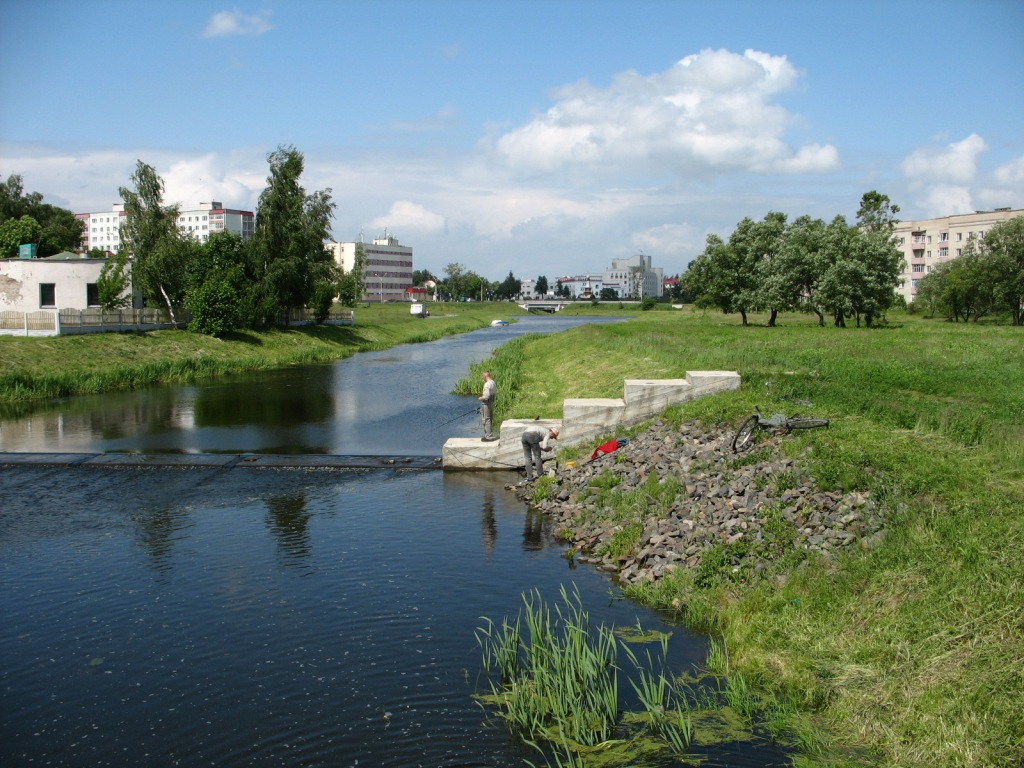
Случ у місті Слуцьк

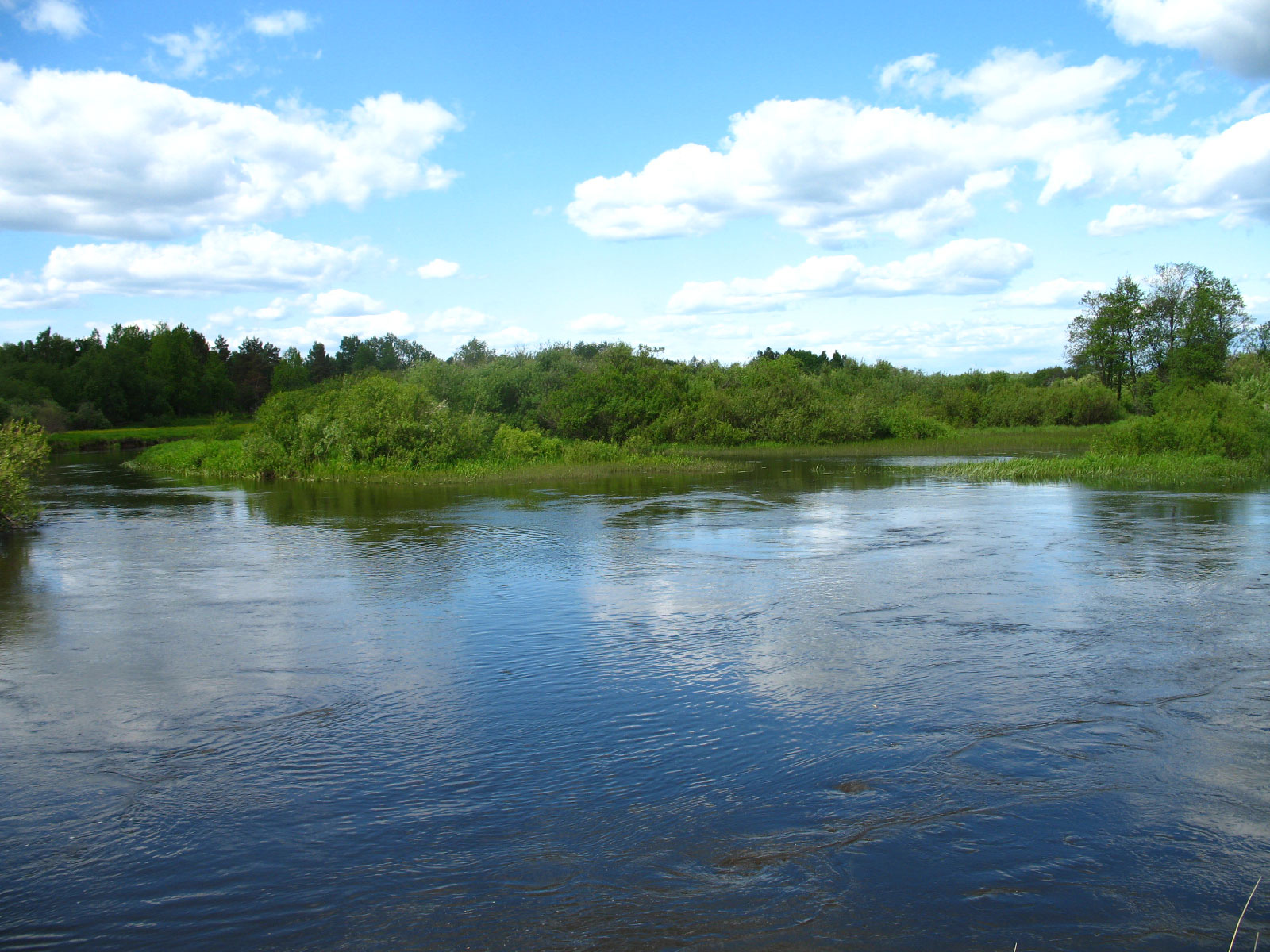
Річка Дриса біля села Прихаби

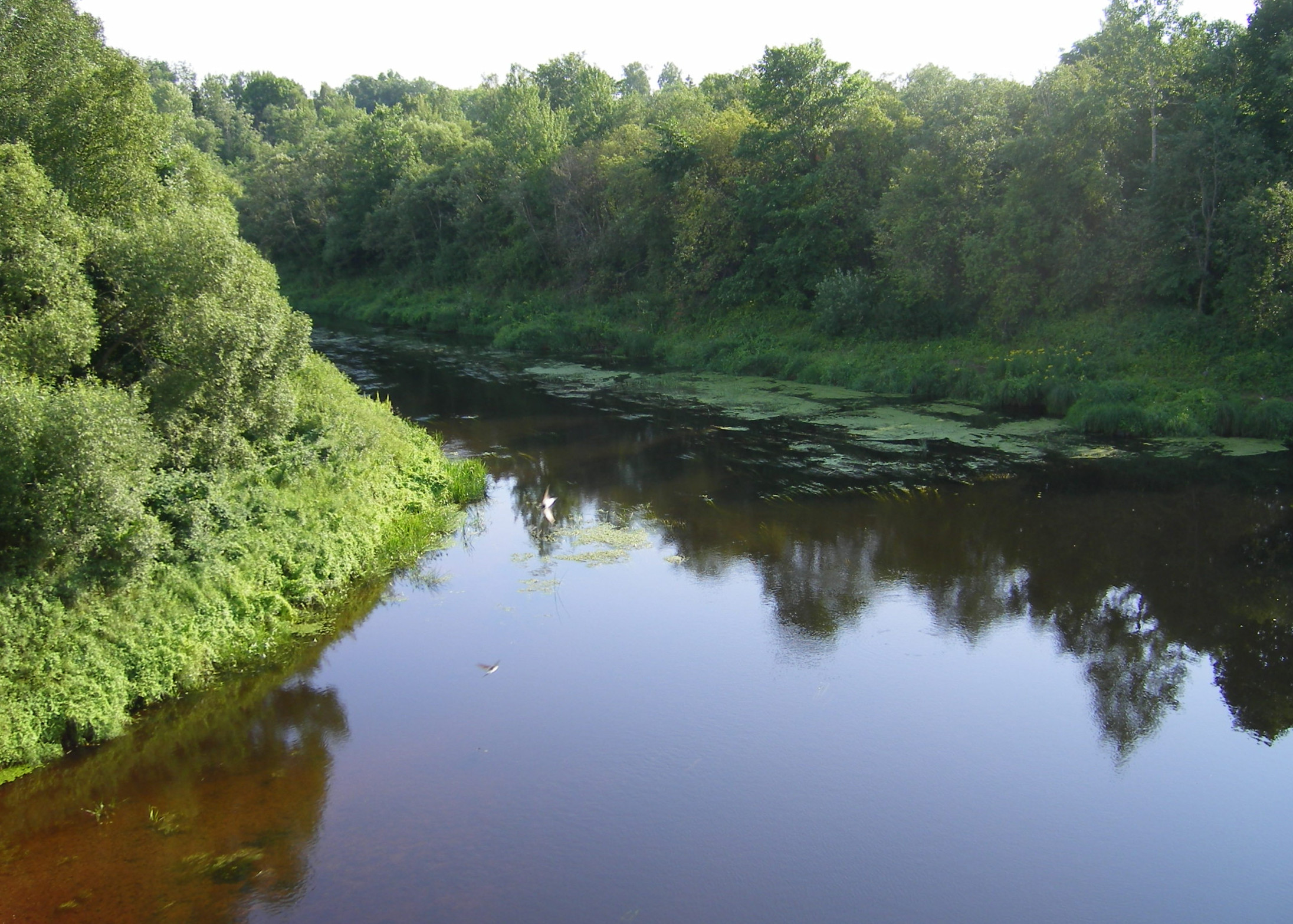
Річка Оболь в Шумілінському районі

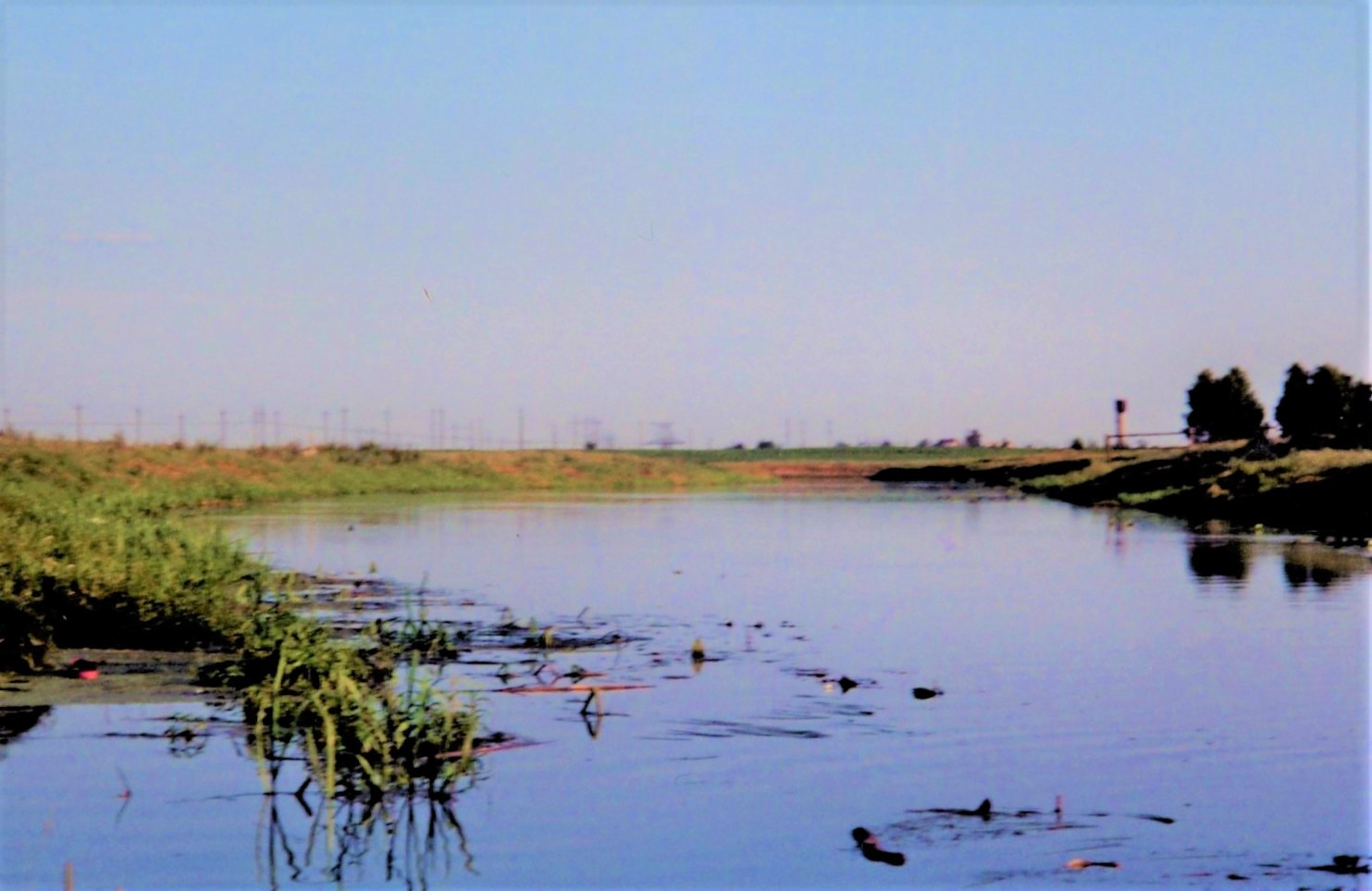
Річка Ареса поблизу міста Любань

Дніпро (595 км по території Білорусі й 115 км на кордоні з Україною), його притоки Сож (493 км), Березина (613 км) із притокою Свіслоч (327 км), Прип'ять (близько 500 км) із притокою Птич (421 км); Німан (459 км) із притокою Щарою (325 км); Західна Двіна (328 км) із притокою Дрисою (183 км); Західний Буг (154 км на кордоні із Польщею). У таблиці вказані тільки річки довжиною 100 км і більше.
| №  | Назва            | Загальна довжина,км | На території Білорусі,км | Площа басейну,км² |
| -- | ---------------- | ------------------- | ------------------------ | ----------------- |
| 1  | Дніпро           | 2 145               | 710                      | 504 300           |
| 2  | Західна Двіна    | 1 020               | 328                      | 87 900            |
| 3  | Німан            | 937                 | 459                      | 98 200            |
| 4  | Прип'ять         | 775                 | 500                      | 121 000           |
| 5  | Західний Буг     | 772                 | 154                      | 39 400            |
| 6  | Горинь           | 659                 | 82                       | 27 700            |
| 7  | Сож              | 648                 | 493                      | 41 400            |
| 8  | Березина         | 613                 | 613                      | 24 500            |
| 9  | Ловать           | 530                 | 47                       | 21 900            |
| 10 | Вілія            | 510                 | 276                      | 24 942            |
| 11 | Стир             | 494                 | 70                       | 13 130            |
| 12 | Нарев            | 484                 | 44                       | 75 200            |
| 13 | Птич             | 421                 | 421                      | 9 470             |
| 14 | Щара             | 325                 | 325                      | 6 990             |
| 15 | Свіслоч          | 327                 | 327                      | 5 160             |
| 16 | Друть            | 295                 | 295                      | 5 020             |
| 17 | Уборть           | 292                 | 126                      | 5 820             |
| 18 | Остер            | 274                 | 50                       | 3 370             |
| 19 | Беседь           | 261                 | 185                      | 5 600             |
| 20 | Ясельда          | 250                 | 250                      | 5 430             |
| 21 | Західна Березина | 226                 | 226                      | 4 000             |
| 22 | Случ             | 197                 | 197                      | 5 470             |
| 23 | Дриса            | 183                 | 183                      | 6 420             |
| 24 | Брагінка         | 179                 | 170                      | 2 778             |
| 25 | Дісна            | 178                 | 149                      | 8 180             |
| 26 | Ствига           | 178                 | 112                      | 5 440             |
| 27 | Проня            | 172                 | 172                      | 4 910             |
| 28 | Зельвянка        | 170                 | 170                      | 1 940             |
| 29 | Словечна         | 158                 | 109                      | 3 600             |
| 30 | Вихра            | 158                 | 40                       | 2 230             |
| 31 | Мороч            | 150                 | 150                      | 2 030             |
| 32 | Оболь            | 148                 | 148                      | 2 690             |
| 33 | Лань             | 147                 | 147                      | 2 190             |
| 34 | Чорна Ганча      | 145                 | 35                       | 1 916             |
| 35 | Ареса            | 128                 | 128                      | 3 620             |
| 36 | Цна              | 126                 | 126                      | 1 130             |
| 37 | Бобр             | 124                 | 124                      | 2 190             |
| 38 | Улла (Вула)      | 123                 | 123                      | 4 090             |
| 39 | Свіслоч          | 137                 | 121                      | 1 750             |
| 40 | Ушача            | 118                 | 118                      | 1 150             |
| 41 | Усвейка          | 116                 | 116                      | 708               |
| 42 | Уса (Вуса)       | 115                 | 115                      | 1 345             |
| 43 | Мухавець         | 113                 | 113                      | 6 350             |
| 44 | Бобрик Перший    | 109                 | 109                      | 1 902             |
| 45 | Іпа              | 109                 | 109                      | 1 010             |
| 46 | Мишанка          | 109                 | 109                      | 930               |
| 47 | Жолонь           | 109                 | 100                      | 1 460             |
| 48 | Ошмянка          | 105                 | 105                      | 1 490             |
| 49 | Вуша (Уша)       | 105                 | 105                      | 1 220             |
| 50 | Бася             | 104                 | 104                      | 955               |
| 51 | Волма            | 103                 | 103                      | 1 150             |
| 52 | Іслоч            | 102                 | 102                      | 1 330             |
| 53 | Гайна            | 100                 | 100                      | 1 670             |
| 54 | Раста            | 100                 | 100                      | 1 290             |
| 55 | Ола              | 100                 | 100                      | 1 230             |
| 56 | Гав'я            | 100                 | 68                       | 1 680             |

На території Білорусі судноплавні: Дніпро, Західна Двіна, Німан, Прип'ять, Горинь, Сож, Березина, Стир та деякі інші.

## Канали
Річкову мережу доповнюють штучні канали: Огінський, Августовський, Березинська водна система, Дніпровсько-Бузький.
На Дніпровсько-Бузькому каналі здійснюється судноплавство, інші канали транспортного значення не мають. У 1971 побудована Вілейсько-Мінська водна система. У районах масового осушення земель прокладені меліоративні канали.